# Charlize van Zyl
Charlize van Zyl (* 19. September 1999 in Gqeberha) ist eine südafrikanische Schachspielerin. Sie erhielt den Titel Internationale Meisterin der Frauen (WIM) im Jahr 2013 im Alter von 13 Jahren. Sie ist damit die jüngste Südafrikanerin, die diesen Titel erhielt.

## Schach
Charlize van Zyl gewann das afrikanische Zonenturnier im Alter von 13 Jahren und sicherte sich den Titel Internationale Meisterin (WIM). Sie repräsentierte Südafrika bei der Schacholympiade in 2018 (3,5/8 auf Brett 5) und 2022 (4/9 auf Brett 2).
Sie wurde 2022 Zweite bei der Schachafrikameisterschaft bei den Frauen, einen halben Punkt hinter Shahenda Wafa und qualifizierte sich für den Schach-Weltpokal der Frauen 2023, wo sie Nurgyul Salimova in der ersten Runde unterlag.

## Bildung
Charlize van Zyl besuchte die Collegiate Girls High School und studierte Medien, Kommunikation und Kultur an der Nelson Mandela Metropolitan University.